# Visão de Esdras
Visão de Esdras é um antigo texto apócrifo, cuja autoria é associada à Esdras,o escriba. Os manuscritos remanescentes estão compostos em latim e datam do século XI, mas estudos apontam que seu original deve ter sido em grego. Como o Apocalipse de Esdras, este texto mostra uma origem claramente cristã.